# Barry Whitbread
Barry Whitbread (Liverpool, 1949) è un allenatore di calcio ed ex calciatore inglese, di ruolo attaccante.

## Biografia
Suo figlio Zak è a sua volta un calciatore professionista.

## Carriera

### Giocatore
Tra il 1971 ed il 1973, mentre era studente dell'Università di Lancaster (con l'obiettivo di diventare un insegnante), iniziò a giocare nel club semiprofessionistico locale del Lancaster City, militante in Northern Premier League (che all'epoca era insieme alla Southern Football League ed alla Isthmian League una delle principali leghe calcistiche inglesi al di fuori della Football League, verso la quale non esisteva comunque un meccanismo automatico di promozioni e retrocessioni). Rimane nel club per due anni, segnando con ottima regolarità, e venendo ceduto nell'estate del 1973 per 250 sterline al Runcorn, altro club militante nel medesimo campionato, dove rimane fino all'ottobre del 1979; in particolare, nella stagione 1975-1976 con 29 reti contribuisce alla vittoria del campionato. In totale realizza 181 reti con la maglia del Runcorn.
Nell'ottobre del 1979 viene ceduto all'Altrincham, club militante nell'appena creata Alliance Premier League (un campionato di quinta divisione a girone unico su tutta l'Inghilterra, che comunque a sua volta non prevedeva un meccanismo di promozione e retrocessione automatico verso la Football League), diventando l'acquisto più costoso nella storia del club per la cifra di 6400 sterline. Conclude qui la sua carriera dopo tre anni ricchi di successi: nelle stagioni 1979-1980 e 1980-1981 il club vince infatti il campionato, non venendo però in nessuna delle due occasioni eletto nella Football League; in aggiunta, nella stagione 1981-1982 raggiunge la finale del FA Trophy, poi persa per 1-0 contro l'Enfield, nella quale Whitbread gioca da titolare, in quella che a conti fatti è anche la sua ultima partita ufficiale nel club, con cui ha totalizzato complessivamente 52 reti in 140 partite ufficiali (di cui 34 reti in 94 partite di campionato). L'anno seguente gioca infine nei dilettanti del Marine.
Durante la sua carriera ha anche giocato in totale 6 partite con la nazionale inglese per semiprofessionisti.

### Allenatore
Inizia ad allenare subito dopo il ritiro, come vice del Northwich Victoria. Tra il 1988 ed il 1990 è tornato al Runcorn, come allenatore, in Football Conference (nuovo nome assunto nel frattempo dalla Alliance Premier League).
Dal 1995 al 1998 ha allenato la nazionale di Singapore, con cui ha anche vinto la Tiger Cup 1998 (primo trofeo internazionale conquistato dalla nazionale asiatica nella sua storia). In seguito ha lavorato come dirigente nel settore giovanile del Liverpool e come osservatore per il Blackburn. Ai Reds ha inoltre allenato per 8 anni (dal 1999 al 2007) la formazione Under-15, oltre a lavorare contemporaneamente come vice per le formazioni Under-17 ed Under-19. Tra il 2010 ed il 2011 ha invece allenato contemporaneamente le formazioni Under-17 ed Under-19 dei sauditi dell'Al-Ahli.

## Palmarès

### Giocatore

#### Competizioni nazionali
- Alliance Premier League: 2

Altrincham: 1979-1980, 1980-1981
- Northern Premier League: 1

Runcorn: 1975-1976
- Northern Premier League Challenge Cup: 1

Runcorn: 1974-1975

### Allenatore

#### Nazionale
- Tiger Cup: 1

Singapore: 1998